# Time of Your Life
『Time of Your Life』は、『バフィー 〜恋する十字架〜』第8シーズンの第16作目から始まる4部作。

## 解説
- このエピソードは『バフィー 〜恋する十字架〜』からスピンオフしたコミック『フレイ』とクロスオーバーしている。
- このエピソードから各キャラクターの造形が、テレビシリーズの俳優をモデルにした描き方から、作者オリジナルの顔立ちへと変わってきている。

## 作者
- スクリプト：ジョス・ウィードン
- 線画：カール・モリン
- インク：アンディ・オーエンズ
- 色：マイケル・マドセン
- 文字：リチャード・スターキングスとコミッククラフトのジミー

## ストーリー
Part1
バフィーが出張のため不在になった城にウォーレンたちが放ったミサイルが直撃する。一方、バフィーは23世紀にタイムスリップしてしまう。
Part2
23世紀
バフィーは23世紀のスレイヤー・メラッカ・フレイと出会う。
21世紀
全壊した城にウォーレンの手下グリーン・スネーク・ファイアが乱入する。
Part3
23世紀
ダーク・ウィローはフレイと会談し、バフィーを罠にはめる。
Part4
23世紀
フレイたちに拘束されたバフィーは、事件の背後にダーク・ウィローがいることを知る。
21世紀
ザンダーたちは援軍を引き連れ、スレイヤーたちの救出に向かう。一方、ウィローはサーペント・レディを呼び出し、バフィーにかけた呪いを取り消す。そしてケネディの協力で未来へ旅立つ。

## キャラクター
- バフィー・アン・サマーズ
バンパイア・スレイヤー。
- ウィロー・ローゼンバーグ
バフィーの親友。魔女。
- ザンダー・ハリス
- ドーン・サマーズ
バフィーの妹。このエピソードで巨人から半人半獣のケンタウロスのような姿になる。
- トワイライト
謎の男。このエピソードでウォーレンと親交があることがわかる。
- ウォーレン・ミアーズ
ウィローの宿敵。このエピソードで全身の皮膚を失っていたことが明らかになる。
- エイミー・マディソン
- ケネディ
ウィローの元恋人。バンパイア・スレイヤー。
- バイ
バンパイア・スレイヤー。
- メラッカ・フレイ
愛称メル。23世紀のバンパイア・スレイヤー。コミック『フレイ』の主人公。宝石泥棒だった過去がある。
- ライリー・フィン
Part4で登場。バフィーの元恋人でトワイライトの愛人。
- ハース・フレイ
バンパイア。メルの兄。
- エリン・フレイ
メルの姉。警官。
- サーペント・レディ
謎の女。上半身が人間、下半身がガラガラヘビ。緑色の皮膚をもつ。
- ボス
半魚人。メラッカの親友。